# Heinrich Müller (anatomista)
Heinrich Müller (Castell, 17 dicembre 1820 – Würzburg, 10 maggio 1864) è stato un anatomista tedesco.

## Biografia
Fu studente in diverse università. Fu influenzato dagli insegnanti di Ignaz Döllinger (1770-1841) a Monaco, Friedrich Arnold (1803-1890) a Friburgo, Jakob Henle (1809-1895) a Heidelberg e Carl von Rokitansky (1804-1878) in Vienna. Nel 1847 conseguì la sua abilitazione a Würzburg, dove dal 1858 fu professore ordinario di anatomia topografica e comparata. Come insegnante, insegnò anatomia sistematica, istologia e microscopia.
Nel 1851 Müller notò il colore rosso nelle cellule a bastoncello ora conosciute come rodopsina; tuttavia viene indicato come scopritore Franz Christian Boll (1849-1879) perché fu in grado di descrivere il suo "ciclo visivo". Müller descrisse le fibre delle cellule neurogliali che costituiscono la struttura di supporto della retina.